# Voglio essere amata (film 1935)
Voglio essere amata (She Married Her Boss) è un film del 1935, diretto da Gregory La Cava.